# Totalitär
Totalitär — шведская хардкор-панк группа, образованная в 1984—1985 годах в Худиксвалле. Также группа играла в ди-бит и краст-панк.
Первоначальными участниками были Поффен, Ланчи, Андреас и Леннарт. Барабанщик Спеннарт присоединился к группе в 1985 году, но ушел летом 1986 года. В составе группы в разное время играли участники Brainbombs и других коллективов. Йорген и Джеспер из дуэта TGU играли в группе в 1987—1989 годах. После ухода они создали группу The Kristet Utseende.
Группа приостановила деятельность в 1990 году. В 1994 году лейбл Finn Records предложил возродить группу, в результате чего был выпущен их первый полноформатный студийный альбом Sin Egen Motståndare. До 2000 года группа записывала студийный материал, но редко играла концерты. В 2000 году она распалась. Также группа выпустил фанзин Antisystem.
В 2006 году, после 6 лет без студийных сессий, они вернулись в студию, выпустив альбом Vi Är Eliten.

## Участники
- Поффен — вокал
- Андреас — бас
- Ланчи — гитара
- Джалло Лехто — ударные

#### Бывшие участники
- Йорген — гитара
- Джеспер — ударные

## Дискография

### Альбомы
- 1994: Sin egen motståndare
- 1997: Ni måste bort
- 2007: Vi är eliten

###### Сборники
- 2004: Wallbreaker 1986—1989

### EP
- 1986: Snabb livsglädje (demo)
- 1987: Multinationella mördare
- 1987: Luftslott
- 1989: Vänd dig inte om
- 1991: Snabb livsglädje
- 1998: Klass inte ras
- 1998: Vansinnets historia
- 1999: Dom lurar oss
- 2002: Allting är på låtsas
- 2002: Spela bort allt du har
- 2006: Vi är eliten

### Сплиты
- 1993: split cassette album with G-ANX — Descarga escandinava
- 1995: split LP with Dismachine
- 1999: split EP with Autoritär
- 2001: split LP with Disclose
- 2002: split EP/MCD with Dropdead
- 2003: split EP with Tragedy